# Ахац Лудвиг Леополд фон дер Шуленбург
Ахац Лудвиг Леополд фон дер Шуленбург (на немски: Achaz Ludwig Leopold von der Schulenburg; * 18 юни 1807 в Хелен; † 13 април 1880 в Хелен) е граф от род фон дер Шуленбург (от „Бялата линия“) в Хелен на Везер, Долна Саксония.
Той е най-малкото дете на имперски граф Вернер Кристиан Адолф фон дер Шуленбург (1755 – 1816) и съпругата му Сара Доротея Луиза фон Герщайн-Хоенщайн (1779 – 1851). Внук е на Георг Лудвиг I фон дер Шуленбург (1719 – 1774) и графиня София Фридерика Шарлота фон дер Шуленбург (1725 – 1772). Брат е на имперски граф Вернер Максимилиан Фердинанд фон дер Шуленбург (1803 – 1843).
Дворецът Хелен на Везер е до 1956 г. собственост на род фон дер Шуленбург.

## Фамилия
Ахац Лудвиг Леополд фон дер Шуленбург се жени за фрайин Берта фон Ходенберг (* 18 февруари 1817, Целе, Хановер; † 7 април 1847, Люнебург). Те имат един син:
- Вернер Карл Фридрих Ахац фон дер Счуленбург (* 1 април 1847, Люнебург; † 8 май 1931, Хелен), женен I. за Юлия фон Арним (* 18 септември 1849; † 10 ноември 1886), II. на 29 юни 1893 г. в Дрезден за Мария Херма Теодора фон Малортие (* 5 април 1871; † 6 юли 1897)

Ахац Лудвиг Леополд фон дер Шуленбург се жени втори път на 15 октомври 1848 г. в Щемермюлен за фрайин Августа Луиза Хелена Шарлота Цецилия фон Ходенберг (* 2 март 1819, Алден; † 8 март 1908, Хелен). Те имат децата:
- Фридрих Адолф Ернст Бодо фон дер Шуленбург (* 30 ноември 1849; † 29 декември 1887, Брауншвайг)
- Анна Луиза Ернестина Августа фон дер Шуленбург (* 12 юни 1851, Люнебург; † 22 ноември 1927 Кирхберг а. Харц), омъжена 1879 г. за Ото Буркхард Емил фон дер Декен (* 22 ноември 1839, Щаде; † 14 октомври 1916, Рутенщайн или Холенвиш, Вишхафен)
- Ахац Вернер Лудвиг Леополд фон дер Шуленбург (* 19 юни 1853, Хелен; † 14 януари 1917, Дрезден), женен за Мария Амелия Агнес Витцтум фон Екщедт (* 12 август 1864, Дрезден; † 12 януари 1950, Фулда), дъщеря на граф Херман Лудвиг Витцтум фон Екщедт (1821 – 1892) и Паула Луиза фон Гьотц (1825 – 1907)
- Берта Емилия Адолфина Августа фон дер Шуленбург (* 5 август 1854, Хелен; † 16 януари 1855, Хелен)
- дете (* 4 май 1857, Хелен; † 14 май 1857)
- Гюнтер Франц Вернер Вилхелм Бодо фон дер Шуленбург (* 21 април 1859, Хелен; † 17 май 1935, Дрезден), женен за Херта Мета фон Бьолау (* 27 април 1859, Дьобен; † 27 декември 1931, Дрезден)